# Колодкевич Микола Миколайович
Колодкевич Микола Миколайович (за ін. даними — Іванович; *1850, Седнів — 1889, Петербург) — український освітній та політичний діяч з Гетьманщини. За московською загальноімперською оптикою - народник. Малоросійський дворянин. Прихильник політичного тероризму. 

## Біографія
Народився у Седневі Чернігівської губернії в родині українського козацького шляхтича.
Навчався в Чернігівській гімназії, Ніжинському ліцеї Безбородька, Одеському і Київському університетах. 
1873–78 брав участь у роботі народницьких гуртків у Києві, також поширював нелегальну літературу у Чернігові, де був під впливом лідера української громади Іллі Шрага. 
Брав участь у підготовці замахів на імператора Олександра II (під Одесою 1879 і в Санкт-Петербурзі 1880).
1881 заарештований у Санкт-Петербурзі і 1882 — засуджений до смертної кари. Пізніше вирок замінено безстроковою каторгою.
Помер у Петропавловській фортеці.